# Bruinkapzanger
De bruinkapzanger (Myioborus brunniceps) is een zangvogel uit de familie Parulidae (Amerikaanse zangers).

## Verspreiding en leefgebied
Deze soort komt voor in Bolivia en noordwestelijk Argentinië.